# 왕유승

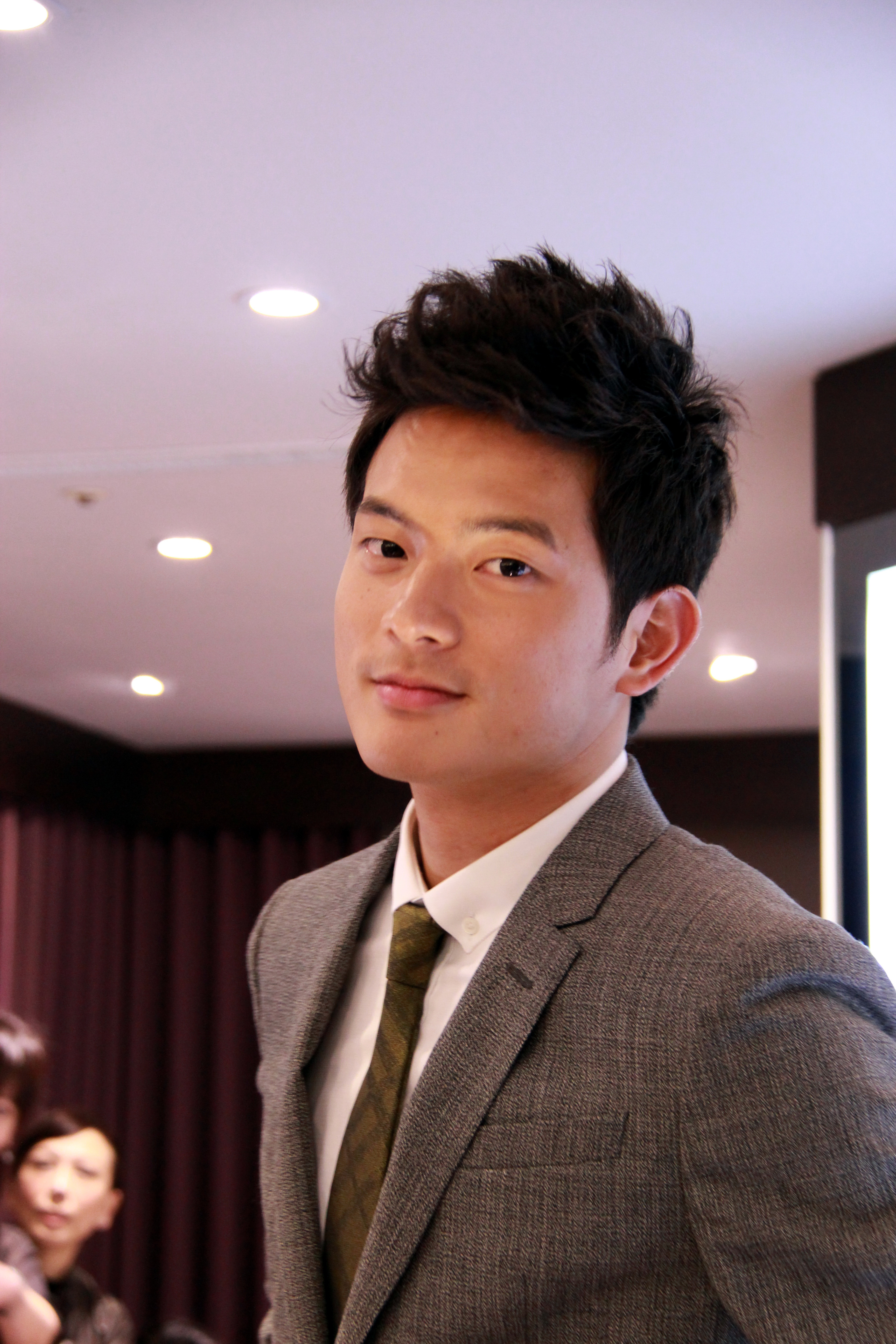

왕유승(Chris Wang, 1982년 6월 9일 ~ )은 중화민국의 배우, 가수, 텔레비전 배우, 영화배우, 작가이다.
타이베이시에서 태어났다.

## 방송
- 22K 몽상고비
- 유애일가인
- 아조료일개정인
- 진애*조마번
- 비행소년

## 영화
- 매버릭 (2015년)
- 22K 몽상고비 (2014년)
- 엔들리스 나잇츠 인 오로라 (2014년)
- 다다오청 (2014년)
- 사랑의 순간 (2014년)
- 유애일가인 (2013년)
- 72소시사도니 (2013년)
- 아조료일개정인 (2012년)